# Crotalo (liturgia)

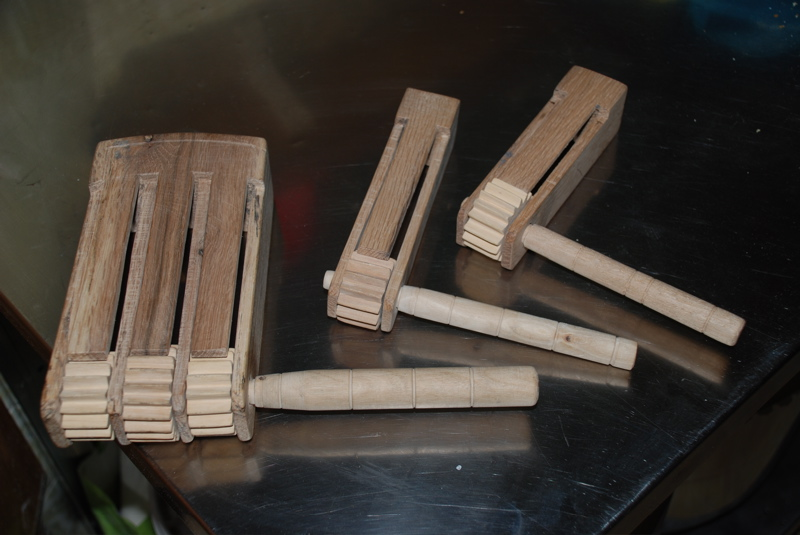
Crotalo o Crepitacolo

Il crotalo o crepitacolo (in Latino crotalum o anche crepitaculum), volgarmente detto tricchetracche, battola, cantarana o troccole, è uno strumento liturgico in legno che sostituisce il campanello durante i funerali. È simile alla raganella. Viene usato nelle funzioni religiose della settimana santa in luogo delle campane.

## Utilizzo
Oltre che nel corso dei funerali, il crotalo è usato in luogo degli stessi campanelli (in chiesa) e campane dal Giovedì al Sabato Santo, in particolare nel resto della messa di Giovedi Santo dopo il canto della Gloria, nell'azione liturgica del Venerdì Santo, e nel Sabato Santo, prima della celebrazione della Veglia pasquale. Lo strumento, che corrisponde generalmente all'idiofono musicale detto Raganella, rende un suono lugubre ed ingrato, particolarmente adatto alle liturgie penitenziali.
Il suo uso, a seguito della riforma liturgica conseguente al Concilio Vaticano II, è stato assai ridotto mentre è ancora utilizzato nelle celebrazioni della Messa tridentina.